# Direktkval till Svenska Hockeyligan 2020
Direktkval till Svenska Hockeyligan 2020 var planerat att bestå av två matchserier mellan lag från Hockeyallsvenskan 2019/2020 och Svenska Hockeyligan 2019/2020 som slogs om att kvalificera sig för Svenska Hockeyligan 2020/2021. Direktkvalet ställdes dock in efter att Svenska Ishockeyförbundet den 15 mars 2020 beslutat att ställa in allt kvalspel den här säsongen på grund av Coronavirusutbrottet 2019–2021. Inget lag flyttas vare sig upp eller ned i seriesystemet, och nästa säsong spelas med samma lag i alla serier med samma serieindelning.
Lag som redan kvalificerat sig för direktkvalet var Leksands IF och IK Oskarshamn från SHL. Från Hockeyallsvenskan avbröts kvalificeringen innan den var klar. IF Björklöven mötte Modo Hockey i hockeyallsvenska finalen där segraren skulle fått en plats och förloraren skulle mött segraren av Timrå IK, BIK Karlskoga, Västerås IK, HC Vita Hästen, Södertälje SK och Västerviks IK om den andra platsen. Till nästa säsong har direktkvalet blivit ersatt av play-out i SHL där förloraren flyttas ner till Hockeyallsvenskan. Vinnaren av det Hockeyallsvenska slutspelet kommer flyttas upp till SHL utan kvalspel mot något SHL-lag.